# الصبي الذي تسلق إلى القمر
الصبي الذي تسلق إلى القمر (بالإنجليزية: The Boy Who Climbed Into the Moon)‏، وهي رواية للأطفال عام 2010 كتبها ديفيد ألموند. فهي تدور حول صبي اسمه بول، يريد أن يلمس السماء؛ ثم يصعد سلمًا إلى القمر ويذهب إلى داخله.

## وصف الرواية
كتب استعراض"بوك ترست" (Booktrust) للفتى الذي تسلق إلى القمر "الرسوم التوضيحية الملونة الجميلة تكمل حكاية خيالية حديثة سريالية، والتي سيستمتع بها القراء الصغار بطلاقة ولكن يمكن قراءتها بصوت عالٍ بنفس القدر"، وفي مراجعة مميّزة بمراجعات كيركوس. كتبت المراجعات "رولد دال يلتقي أنطوان دو سان إكزوبيري في هذه الحكاية المبهجة غير المحتملة.
المجانين هم أبطال، والمتعاملون هم عباقرة في هذه القراءة بصوت عالٍ بشكل ساحر والتي تتحدى القراء لتخيل المستحيل. الرسوم التوضيحية الوفيرة بالألوان الكاملة لدنبار التقط بشكل مثالي الجمال الجميل في كل شيء". وجدت مراجعة الغارديان أنها "ساحرة دون أن تكون ثنائية، ملتوية بدون أن تكون غريب الأطوار، ومثيرة للفكر حقًا دون أن تكون ذكيًا".
وصفتها بوكليست بأنها «حكاية ملتوية». بينما أشارت مجلة سكول لايبراري جورنال إلى «المؤامرة المليئة بالموضوعات والمفككة والتعسفية».وجده كتاب القرن «جزء من الأمير الصغير والجزء من الشبح»، كما تمت مراجعة الصبي الذي صعد إلى القمر من قبل بابليشرز ويكلي، وكومون سينس ميديا، ونشره مركز كتب الأطفال.